# Independentismo taiwanés
El independentismo taiwanés es un movimiento político o corriente sociopolítica cuyo objetivo principal es la eliminación de los vínculos existentes entre la República de China y la República Popular China, así como la creación de un Estado independiente y soberano en la isla de Taiwán, bajo el nombre de República de Taiwán.
Este movimiento es apoyado por la Coalición Pan-verde y encuentra oposición en la Coalición Pan-azul, que está a favor de la reunificación pacífica con la China continental. Durante la década de 1990 y comienzos de la de 2000, los simpatizantes de la independencia de Taiwán propusieron la redacción de una nueva Constitución, sin conseguirlo. En el año 2000, se celebraron unas elecciones en las que resultó vencedor Chen Shui-bian, líder del Partido Progresista Democrático, una formación constituida por varios partidos favorables a la independencia formal de la isla. El presidente saliente Lee Teng-hui (del Kuomintang) fue acusando desde el seno de su partido de deslealtad al apoyar las posiciones independentistas de la oposición en contra de la ideología de su propio partido. Lee acabaría abandonando el Kuomintang y fundando el 24 de julio de 2001 su propio partido, de ideología marcadamente independentista: la Unión Solidaria de Taiwán, integrado en la Coalición Pan-Verde.

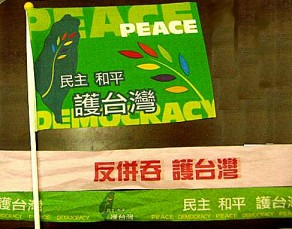
Bandera de la manifestación del 26 de marzo de 2005 en Taipéi contra la Ley Antisecesión de la República Popular China. La manifestación concentró sobre todo a los partidarios de la independencia formal de Taiwán, que se identifican con el color verde.

El 14 de marzo de 2005, la República Popular China y el Partido Comunista de China aprobaron la ley antisecesión, que contempla la intervención armada del Ejército Popular de Liberación en caso de una declaración formal de independencia de Taiwán.
Debido a la demanda de soberanía sobre Taiwán y las pretensiones territoriales de la República Popular China, una declaración de independencia formal podría dirigir a un enfrentamiento militar entre las fuerzas armadas de la República de China y el Ejército Popular de Liberación, que se intensificaría y supondría la intervención de otros países, como los Estados Unidos o Japón.